# Oxinasphaera denmoza
Oxinasphaera denmoza är en kräftdjursart som beskrevs av Bruce1997. Oxinasphaera denmoza ingår i släktet Oxinasphaera och familjen klotkräftor. Inga underarter finns listade i Catalogue of Life.